# Join, or Die

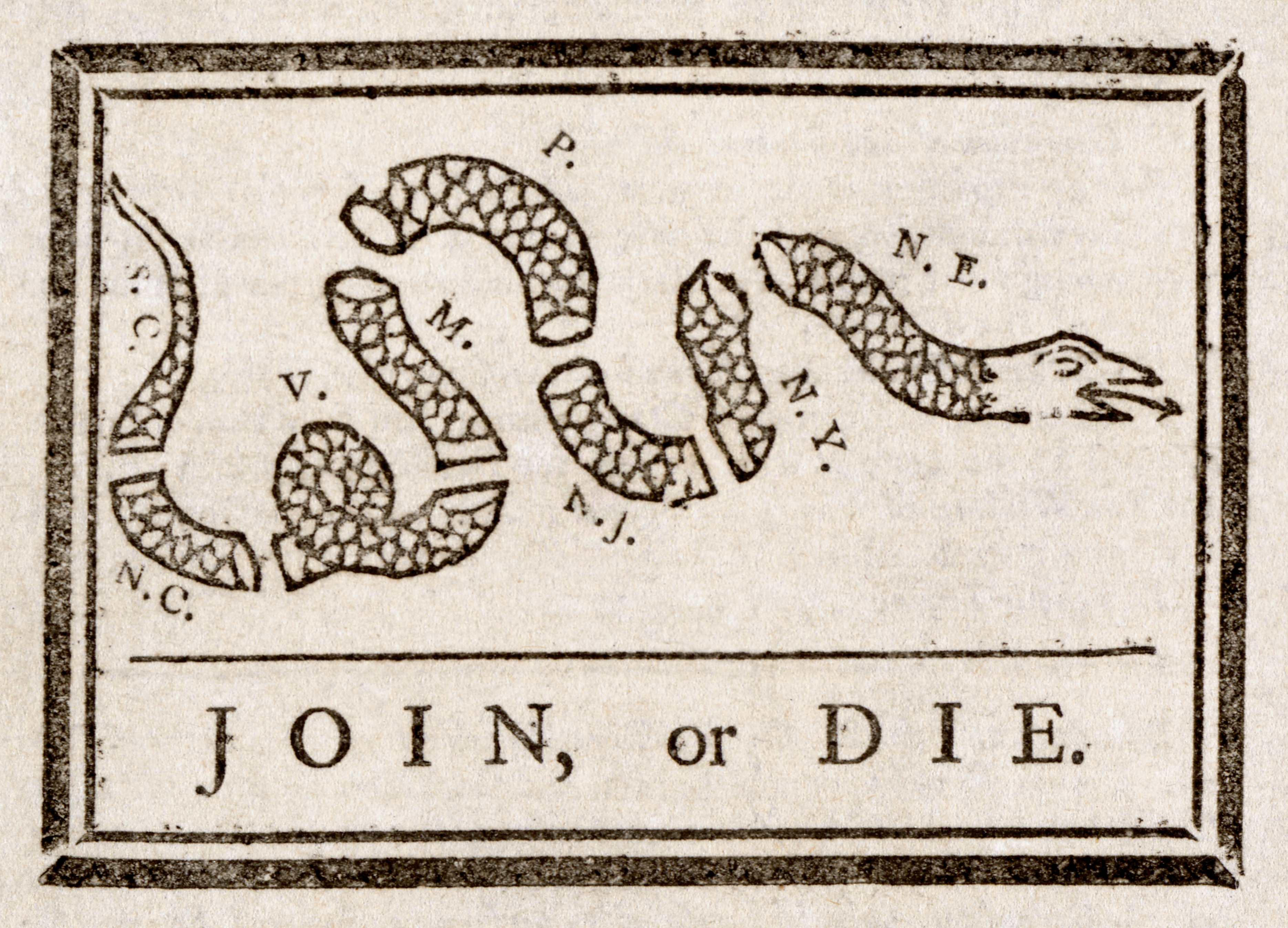
Join, or Die, caricatura política publicada per Benjamin Franklin el 9 de maig de 1754 al Pennsylvania Gazette

Join, or Die (en català, Unir-se o morir, o, Units o morts) és una famosa caricatura política del físic i polític estatunidenc Benjamin Franklin, publicada en el periòdic Pennsylvania Gazette el 9 de maig de 1754. És considerada com una de les primeres representacions gràfiques de les colònies britàniques a Amèrica del Nord feta per un colon britànic.
La caricatura il·lustrava un editorial de Benjamin Franklin sobre la perillosa fragmentació de les colònies de l'Amèrica britànica, i posteriorment, el convenciment i la necessitat d'unir-les davant l'amenaça d'expansió territorial dels francesos i els seus aliats. D'aquesta forma, la caricatura esdevingué un símbol d'unitat de les colònies americanes amb la Gran Bretanya durant la Guerra Franco-Índia, contra els francesos i les diferents tribus d'amerindis.

## Disseny
El dibuix mostra una serp tallada en vuit trossos, on cada segment representa cadascuna de les treze colònies americanes, identificades amb unes lletres inicials. Tanmateix, no apareixen totes les colònies originals, sigui perquè en el moment de la publicació de la caricatura, l'any 1754, foren omeses, com en el cas d'Ohio, o formaven part d'una altra colònia, com en el cas de Delaware (llavors part de Pennsilvània). Per altra banda, el cap de la serp representa la colònia de Nova Anglaterra, que aleshores representava les futures colònies de Nou Hampshire, Massachusetts, Rhode Island i Connecticut.